# 聶壱
聶 壱（じょう いつ、生没年不詳）は、前漢の富豪。并州雁門郡馬邑県の出身。三国時代の魏の武将である張遼の先祖と伝えられる。

## 略歴
紀元前133年（元光2年）6月、武帝の密命を受けた王恢と共に匈奴との交易を利用し、聶壱が貢物を携えて、匈奴の軍臣単于を騙し討ちにする計画を立てたが、これを怪しいと察知した軍臣単于が一人の漢将から仔細を聞いて至急引き上げたため、計画は失敗する（馬邑の役）。そのため彼の一族全体が匈奴の単于の恨みを買い、復讐を避けるために姓を「張」に改めた（姓を変えたのは武帝の逆鱗に触れるのを恐れたためとも）。